# Сдоба
Сдо́ба — различное дополнительное пищевое сырьё для изготовления теста, предназначенное для обогащения вкусовых качеств и повышения питательной ценности изделий. Количество сдобы в тесте определяет его назначение для определённого вида выпечки.
Отсдобка — процесс добавления в тесто во время брожения дополнительных видов сырья, придающих особый вкус изделию.
Сдобное тесто — тесто с содержанием сахара и жиров в сумме не менее 14 % к массе муки. Сдобное тесто может быть как дрожжевым, так и пресным (бездрожжевым). Дрожжевое тесто становится сладким (сдобным), если сахар составляет более 4 % от веса ингредиентов, до этой величины сахар съедают дрожжи в процессе брожения.
В состав сдобы могут входить:
- молоко и молочные продукты;
- жиры — используются предварительно размягчённые жиры и масла: растительное масло, сливочное масло, маргарин или спреды, при изготовлении кексов и другой сладкой выпечки твёрдые жиры могут выступать в роли разрыхляющих веществ, если взбить их с сахарным песком;
- яйца, меланж, яичный порошок (яичный белок является разрыхляющим при взбивании веществом, поэтому яйца и яйцепродукты придают пышность тесту);
- изюм, орехи, сухофрукты, семечки, пряности и другие вкусовые добавки — дополнительные компоненты к тесту для придания ему особых вкусовых качеств;
- сахар — придаёт сладкий вкус, является питательным компонентом для дрожжей. Его количество в рецепте влияет на цвет хлебной корочки. Также можно использовать мёд, патоку и другие сахаросодержащие вещества.